# Nerea Pena
Nerea Pena Abaurrea, född 13 december 1989 i Pamplona, är en spansk handbollsspelare som spelar för Vipers Kristiansand och det spanska landslaget.

## Klubblagskarriär
Nerea Pena spelade i sitt hemland i SD Itxako, med vilken hon vann EHF-cupen 2009 och blev spansk mästare 2009, 2010, 2011 och 2012. Från 2012 hade hon kontrakt med den ungerska klubben Ferencvárosi TC. Med Ferencvárosi vann hon ungerska mästerskapet 2015 och ungerska cupen 2017. Sommaren 2019 flyttade hon till ligarivalerna Siófok KC. i oktober 2020 bröt klubben kontraktet mede henne. I november 2020 gick hon till den danska klubben Team Esbjerg. Sedan säsongen 2021–2022 har hon haft kontrakt med norska klubben Vipers Kristiansand. På grund av knäoperation i februari 2022 har hon gjort ett speluppehåll. Med Vipers har hon vunnit Norska cupen 2021 och 2022/23, Norska ligan 2022 och EHF Champions League 2022.

## Landslagskarriär
Nerea Pena deltog i sitt första mästerskap vid Europamästerskapet i handboll för damer 2010, där Spanien placerade sig på 11:e plats, men Pena röstades ändå in i All-Star Team. Hon deltog året efter vid världsmästerskapet i handboll för damer 2011 i Brasilien, där Spanien placerade sig på tredje plats. Hon har sedan varit med i Spaniens trupp vid EM 2012, VM 2013 och EM 2014. Vid EM 2014 vann Pena ett EM-silver med Spanien. VM 2015 missade Pena men återkom i den spanska truppen vid EM 2016, VM 2017, EM 2018  och hon vann silver vid VM 2019 där Spanien nådde finalen. Hon deltog vid EM 2020 och i OS 2020 men tvingades avstå hemma-VM i Spanien 2021. Hon var med även  i OS 2016 i Rio. Pena har 2023 spelat 176 internationella matcher, där hon gjort 595 mål för Spanien.

## Meriter i klubblag
- EHF Champions League:
  - :2021/2022 med Vipers Kristiansand

- Spanska ligan
  -  2009, 2010, 2011 och 2012

- Ungerska ligan
  -  2015

- Norska ligan:
  - : 2021/2022, 2022/2023
- Norska cupen:
  - : 2021, 2022/23

## Individuella utmärkelser
- All-Star Team högernia vid EM 2010
- Nemzeti Bajnokság (ungerska ligan) Skyttekung:Säsongen 2014/2015